# Missions bolivarianes
Les missions bolivarianes són un conjunt de programes socials engegats pel govern de Veneçuela, en el marc del procés conegut com a Revolució Bolivariana, com a pla de xoc davant les fortes desigualtats socials del país, amb l'objectiu de proveir a la població més desafavorida dels béns (aliments, habitatge) i serveis (salut, educació...) més bàsics.
Aquests programes socials, mitjançant mecanismes de participació ciutadana, són coordinats pel govern i cogestionats per les mateixes comunitats veïnals, grups de voluntariat i els mateixos ciutadans beneficiaris, i d'altres institucions estatals, com les universitats, les empreses públiques de subministrament de béns i serveis o les forces armades.
Jurídicament les missions s'organitzen com a fundacions adscrites als corresponents Ministeris, al marge de l'aparell administratiu tradicional. La seva duració es preveu transitòria, fins que, una vegada garantits els drets socials bàsics establerts a la nova Constitució de 1999, aquestes s'integrin dins l'aparell administratiu tradicional. Segons els seus impulsors s'adopta aquesta forma jurídica per tal de guanyar agilitat atès que són molts els serveis a implementar. L'objectiu de l'actual govern seria, a través d'aquests programes socials, erradicar la pobresa extrema a l'entorn de l'any 2021.

## Situació de partida

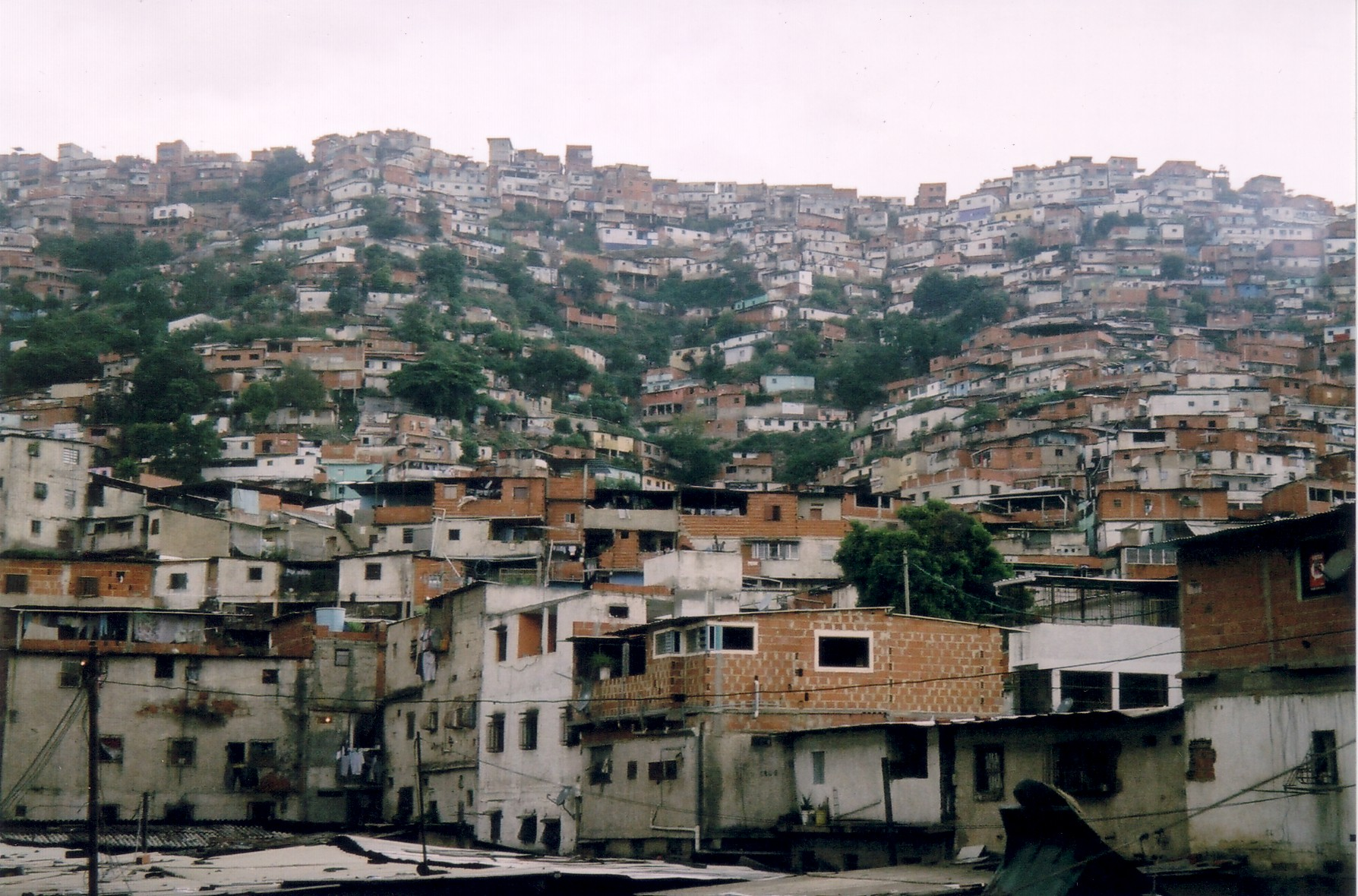
Imatge d'un dels cerros de Caracas. Agost de 2004.

Com a punt de partida cal tenir en compte que quan l'actual mandatari, Hugo Chávez accedeix a la presidència després de guanyar les eleccions de 1998, el 80% dels veneçolans viuen en la més absoluta pobresa; tot i la important riquesa petroliera del país.
La població pobre viu amuntegada als suburbis de les grans ciutats, especialment als "cerros" (barris de barraques i habitatges auto construïts, situats ens molts casos a les carenes dels turons que envolten ciutats com Caracas) i també en barris degradats d'immensos blocs de pisos.
També existeix una part important de població rural disseminada per un ampli territori, amb poca densitat de població, i amb grans mancances de serveis.
Finalment, cal esmentar els miners nòmades a cel obert i les diverses comunitats indígenes que persisteixen a les zones amazòniques, també mancades dels serveis essencials i sotmeses a l'explotació de les grans multinacionals.
Alhora, cal tenir present que una part important de la població més pobre (prop de quatre milions de persones) no estava en aquell moment censada per l'estat i, per tant, no tenia dret de vot, ni tampoc accés als serveis públics (sanitat, educació...).
Els primers plans de xoc del govern bolivarià davant d'aquesta situació de pobresa i manca de serveis generalitzada s'intenten implementar a partir de 1999 de la forma habitual arreu del món, és a dir, a través de l'aparell estatal. Tanmateix, tot i que es produeixen avenços importants (els primers plans redueixen l'analfabetisme en prop de vint mil persones, segons fonts governamentals) resulta evident per als governants que, a aquest ritme, farien falta més de cent anys per tal de revertir la situació.
El relatiu fracàs d'aquests plans va ser atribuït pel govern bolivarià a diversos factors, principalment a la manca d'implicació (i fins i tot al boicot) i a la burocratització de la majoria dels funcionaris estatals (heretats del règim anterior, en què els dos partits polítics tradicionals (Acción Democrática i COPEI) s'anaven tornant periòdicament en el poder, i en què era força habitual que les places de la funció pública s'adjudiquessin a militants dels dos partits, que, paradoxalment, ara estaven a l'oposició); i a la manca de recursos econòmics, ja que el nou govern encara no havia aconseguit controlar la principal font d'ingressos del país, l'empresa estatal Petrolis de Veneçuela que continuava gestionada per una cúpula gerencial poc propera al nou govern.
Per contra, els diversos sectors opositors al "bolivarianisme" van atribuir aquest fracàs a la manca d'experiència en gestió pública dels nous governants (molts d'ells militars) i a la corrupció generalitzada.

## Antecedents directes
Davant d'aquesta situació, el president Chávez posa el marxa l'anomenat Pla Bolívar 2000 orientat a la realització d'un seguit d'infraestructures bàsiques i a la prestació de serveis bàsics a la població. La diferència amb les experiències anteriors, era que en aquest cas, el pes de l'organització i el desenvolupament del pla el portava a terme l'exèrcit en comptes de l'administració civil, atès que el govern comptava amb més suport en aquesta institució. Aquest fet va ser durament criticat pels sectors opositors, que denunciaven una certa desviació de poder, ja que entenien que aquesta no era la funció de les forces armades.
En la mateixa línia, el govern declara la "guerra a la pobresa" i desplega l'exèrcit pels ""cerros"" populars per tal d'implementar els plans Avispa i Revive, orientats a reforçar i reconstruir els elements edificatoris de les precàries cases construïdes pels veïns, amb el suport essencial dels enginyers militars, i amb la col·laboració voluntària com a mà d'obra dels propis veïns beneficiats. Aquests plans limiten la seva influència a les grans concentracions urbanes.
Ja en un la línia més semblant al que més endavant seran les "Missions Bolivarianes", es creen els Comitès de Terres Urbans (comissions de veïns encarregats d'organitzar la inscripció al registre de la propietat dels terrenys on s'alcen els "cerros" (en molts casos edificats ocupant terrenys de titularitat estat); i les Meses Tècniques de l'Aigua (comissions de veïns que, coordinats amb les empreses públiques de subministrament d'aigua, i ajudats novament pels enginyers de l'exèrcit, tracen plans per garantir el subministrament d'aigua a aquests barris -un subministrament fins llavors molt escàs i intermitent- i per crear la, en molts casos, inexistent xarxa de clavegueram –essencial per tal de millorar les condicions sanitàries i combatre nombroses malalties infeccioses-. Traçats els plans, aquests es comencen a executar, dirigits pels enginyers militars, i amb la col·laboració voluntària dels beneficiats).
D'altra banda, a finals de 2002 i començaments de 2003 té lloc l'anomenada "Aturada Petrolera" (una vaga sectorial, que no complia amb tots els requisits legals, convocada per alguns sectors de l'oposició a l'empresa estatal Petrolis de Veneçuela, amb un ampli seguiment per part del personal especialitzat i pels directius i gerents de la companyia).
En el marc d'aquest conflicte (que va estar a punt de causar la caiguda del govern bolivarià), en una acció molt criticada per l'oposició, el president Chávez destitueix la cúpula gerencial de l'empresa i nomena una nova direcció afí. Expulsada la cúpula gerencial, el govern aconsegueix controlar la principal font d'ingressos del país, que fins llavors se li havia resistit, el que permetrà posar en marxa el conjunt de programes socials de les "Missions".

## Les Missions més destacades

### Barrio Adentro

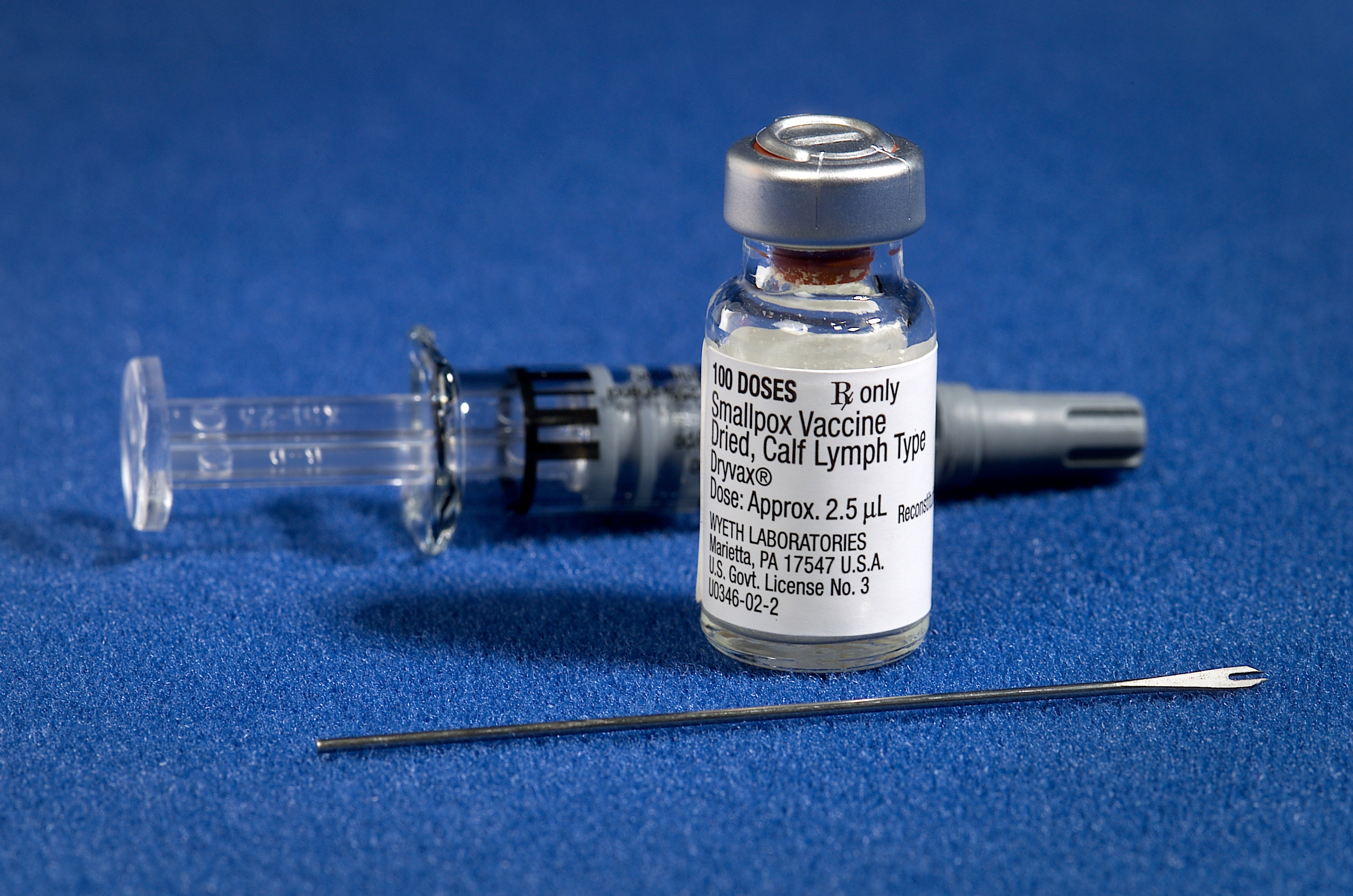
"Barrio Adentro" compta amb un programa per tal de vacunar la població infantil.

Barrio Adentro és la missió encarregada de portar l'atenció sanitària bàsica (fins llavors inexistent) als barris populars i a les comunitats rurals, que s'articula principalment a través d'un conveni amb Cuba en el que aquest país aporta milers de metges que de forma voluntària s'instal·len durant dos anys als barris populars de Veneçuela per prestar atenció primària, a canvi de preus preferents per a Cuba en el petroli veneçolà.
Aquesta missió, va ser la primera que es va posar en funcionament, a mitjans de 2003, i és una de les més emblemàtiques.
Inicialment el govern assigna un metge a cada comunitat veïnal organitzada en Comitè de Salut (una comissió de veïns que s'encarrega d'allotjar al metge en el barri –habitualment a casa d'algun veí–, de buscar un lloc on es puguin realitzar les visites, d'organitzar els horaris de visita i de resoldre els problemes pràctics).
En aquesta primera fase, els metges i metgesses que s'encarreguen de l'atenció primària van haver de fer front a grans dificultats, com l'oposició d'una part dels metges veneçolans (que denunciaven que els cubans no estaven col·legiats a Veneçuela), acusacions de ser agents comunistes, i especialment, l'absència total d'una cultura higiènica i de prevenció sanitària prèvia d'una població que portava dècades abandonada a la seva sort.
La segona fase de la missió ha consistit en la construcció de petits ambulatoris de barri des d'un prestar el servei en millors condicions. Amb aquest programa (combinat amb el sistema sanitari preexistent) s'ha assolit una ràtio aproximada d'un metge o metgessa per cada 1200 habitants, garantint l'assistència primària a la pràctica totalitat de la població.
"Barrio Adentro" també està desplegant, en aquesta segona fase, metges especialistes (principalment d'estomatologia, cardiologia i oftalmologia), per tal de completar l'assistència primària, per bé que les ràtios encara són bastant elevades. Pel que fa a les intervencions quirúrgiques, s'han obert els hospitals de les forces armades a tota la població, i s'ha començat a implementar un pla de construcció de nous hospitals. Transitòriament, per tal de fer front a les necessitats actuals, s'ha establert un pont aeri mèdic amb Cuba, i els pacients que no poden ser intervinguts a Veneçuela són traslladats (junt amb un familiar) a Cuba per tal de ser intervinguts als hospitals cubans. Aquesta mesura ha estat criticada per alguns sectors a causa del seu elevat cost econòmic, ja que, a canvi dels seus serveis, Cuba obté importants descomptes en petroli veneçolà.
Un dels àmbits on més incidència ha tingut aquest pont aeri mèdic ha estat l'oftalmologia, ja que milers de pacients s'ha desplaçat a Cuba per ser intervinguts de cataractes i altres patologies de la vista. Milers de persones que patien de cataractes cròniques han recuperat la vista gràcies a aquesta part del programa Barrio Adentro que, pel que fa a l'oftalmologia, també és coneguda popularment com a Misión Milagro.
Els informes de l'Organització Mundial de la Salut apunten que, si Barrio Adentro continua amb el seu ritme actual i es manté el nivell de despesa pública sanitària que ve aplicant el govern bolivarià, Veneçuela assolirà el 2007 els objectius que la Declaració del Mil·lenni de les Nacions Unides establia per a l'any 2015 en aquest país.
La xifra de metges cubans que treballen a Veneçuela oscil·la entre els dotze mil i els vint mil, segons les fonts, i també segons el moment puntual concret. Les Universitats veneçolanes han reforçat els estudis de medecina per tal d'incrementar progressivament el nombre de metges veneçolans. També hi ha milers de veneçolans estudiant medecina a Cuba.

### Robinson
La Missió Robinson és un programa educatiu d'alfabetització mitjançant mètodes audiovisuals amb suport de professorat voluntari. Es basa en un innovador mètode d'aprenentatge creat per la pedagoga cubana Leonela Relys amb l'objectiu d'ensenyar a llegir i a escriure a grans bosses de població analfabeta. Té com a gran avantatge que requereix una relativament baixa inversió econòmica atès que les classes estan gravades en suport audiovisual i no cal la presència constant de professorat, fet que permet al personal disponible atendre un nombre més gran d'alumnes.
L'estat veneçolà entrega a les comunitats veïnals un aparell de vídeo i una televisió i còpies de les cintes on hi ha gravades les classes. Els mateixos alumnes busquen un espai on poder visionar les cintes (a les escoles fora dels horaris infantils, a les casernes militars, als centres cívics, o a qualsevol altre equipament disponible). Hi ha un responsable voluntari de cada classe que és una persona que sap llegir i escriure, que resol els dubtes més senzills i fa d'enllaç amb el professorat professional.
La primera fase de la Robinson (iniciada a mitjans de 2003) va culminar a la tardor de 2005 quan d'acord amb els estàndards de les institucions internacionals, es va declarar Veneçuela país lliure d'analfabetisme; amb un balanç de prop d'un milió i mig de persones alfabetitzades.
Actualment la Missió ha entrat en una segona fase (anomenada Robinson II), amb la que s'ha adaptat el mateix mètode audiovisual per tal que aquelles persones que van superar la primera fase de la Missió realitzin estudis d'educació primària ("sexto grado" –sisè grau– a Veneçuela).

### Ribas
La Missió Ribas és un programa educatiu per tal de cursar l'educació secundària mitjançant mètodes audiovisuals. És una adaptació creada pels veneçolans adaptant a l'educació secundària els mateixos mètodes emprats en la Missió Robinson d'alfabetització; i funciona de manera similar.
Es va posar en funcionament el novembre de 2003 i segons dades de 2005 compta amb prop de mig milió d'alumnes.

### Sucre

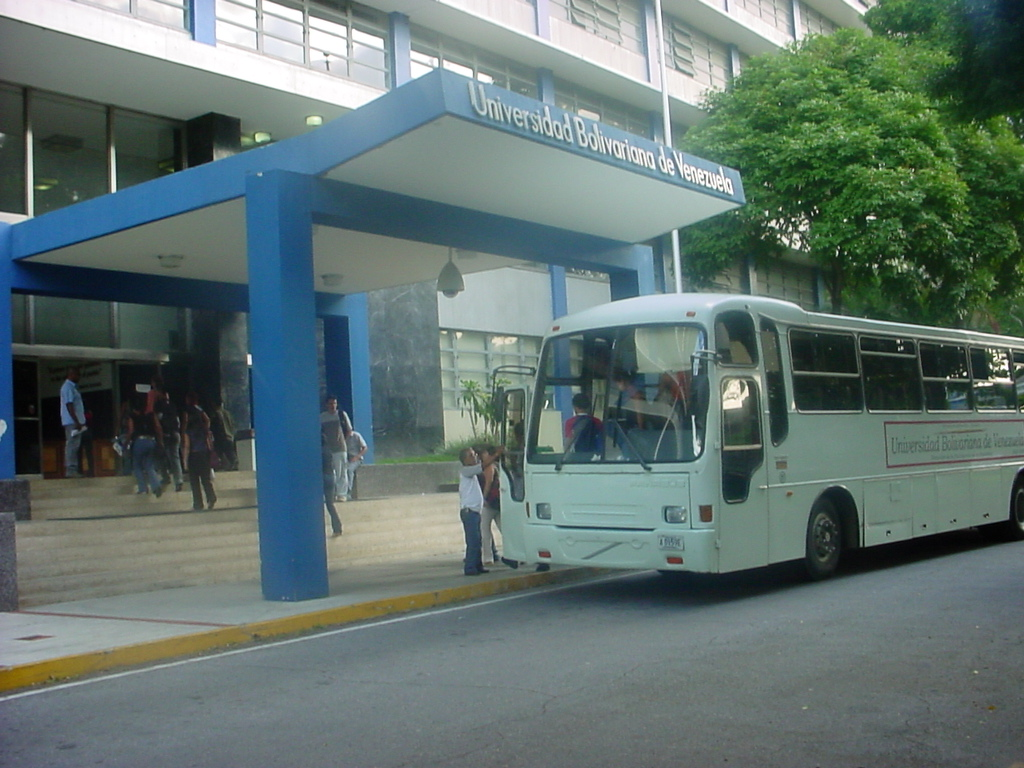
La Universitat Bolivariana de Veneçuela col·labora intensament amb la Missió Sucre.

L'objectiu de la Missió Sucre era, inicialment, facilitar l'accés a la universitat a totes aquelles persones que n'havien quedat excloses per motius econòmics (quatre-centes setanta mil persones segons un cens de 2003, any de posada en funcionament de la Missió).
Igual que la Missió Ribas, la Missió Sucre és una adaptació del mètode emprat a la Missió Robinson. Té dues vessants, la principal és el Programa d'Iniciació Universitària (PIU o PIUNI) que és un curs d'orientació universitària que prepara als estudiants per accedir a les universitats tradicionals, però també s'han començat a impartir algunes titulacions universitàries mitjançant mètodes audiovisuals. Actualment la "missió" està esdevenint una forma alternativa de cursar estudis universitaris de forma semipresencial, quan les obligacions laborals o familiars no permeten compaginar aquestes tasques amb els horaris de les universitats tradicionals.
Alguns sectors han criticat que la generalització d'aquest sistema podria fer baixar el nivell qualitatiu de l'educació superior a Veneçuela i han plantejat la necessitat d'establir avaluacions homologades dels resultats obtinguts pels estudiants.
Una altra font de crítiques (que a afecten també a d'altres "missions") deriva del fet que, fins al moment, no s'ha aconseguit establir un sistema d'estadístiques i d'indicadors que permeti fer un seguiment acurat dels resultats de la "missió".

### Vuelvan Caras
La Missió Vuelvan Caras és una espècie de formació professional de caràcter eminentment pràctic que busca reincorporar al món laboral aquelles persones sense ocupació estable que es trobaven en situació de marginalitat. Per aquest motiu, en una primera fase, "Vuelvan Caras" va estar molt vinculada a la "Missió Robinson" d'alfabetització.
La missió també persegueix el desenvolupament endogen del país en l'àmbit agrícola i ramader, reduint la dependència alimentària de Veneçuela, ja que actualment s'importen prop del 80% dels aliments que es consumeixen al país.
S'organitzen cursos formatius de tota classe, impartits per tècnics estatals, principalment en l'àmbit agrícola i ramader, i també es realitzen cursos de cooperativisme, amb la idea que, a mesura que vagi avançant la reforma agrària, hi hagi persones amb formació per tal de desenvolupar el sector agrícola i ramader.
Hi ha però cursos de formació en molts altres àmbits, des de la lampisteria fins a la cuina, passant per la tapisseria, la planxisteria, la pintura... La "missió" es desenvolupa a camp obert en el cas de l'agricultura, i en qualsevol espai disponible per a la resta (des de les escoles i universitats en horari no lectiu, fins a les casernes militars, passant per tot tipus d'equipament que disposi d'una sala on muntar una aula).
Juntament amb "Barrio Adentro" i "Robinson", "Vuelvan Caras" és una de les missions amb més participants-usuaris. Igual que en la resta de "missions" educatives ("Robinson", "Ribas" i "Sucre") la inscripció és gratuïta, i els i les alumnes (majoria de dones en tots els casos) reben una beques estatals per a la realització dels estudis, en funció de les seves necessitats (transport, alimentació, allotjament...). En molts casos hi ha un servei gratuït de llar d'infants per tal que la cuida dels fills no suposi un entrebanc a l'estudi.

### Identidad
La Missió Identitat va ser l'encarregada de censar els milions de persones que fins llavors no existien per a l'estat i no tenien cap mena de dret reconegut (ni tan sols el dret de vot). Milers de voluntaris es van desplegar amb unitats mòbils l'any 2004 per les zones rurals més allunyades i pels barris marginals de les ciutats i van aconseguir, en tres mesos, censar quatre milions sis-centes mil persones, entregant-los la Cèdula d'Identitat (l'equivalent veneçolà del Document Nacional d'Identitat espanyol) que els identifica com a ciutadans i els permet realitzar tràmits amb l'administració pública i accedir al serveis públics (sanitat, educació...) i exercir els drets civils i polítics.
Per fer-se una idea de la magnitud d'aquesta "missió" cal tenir en compte que la població total de Veneçuela és de més de vint-i-cinc milions d'habitants.
Actualment la "missió" continua funcionant, amb campanyes periòdiques perquè s'estima que encara hi ha una petita part de la població que no ha sol·licitat ser censada.

### Mercal
La Missió Mercal té per objectiu el subministrament d'aliments de primera necessitat a baix preu per a les classes més desafavorides. La "missió" ha obert nous establiments d'alimentació i també ha arribat a acords amb botigues preexistents. Els preus són entre un 30 i un 45% inferiors als preus de mercat, ja que estan subvencionats.
L'any 2004 la xarxa "Mercal" ja estava desplegada per les principals zones del país.
Hi ha diversos nivells d'establiment "Mercal", des de grans centres de distribució (majoristes per als altres establiments de la xarxa "Mercal") fins a petits establiments als "cerros" (tipus "colmado"), passant per establiments similars als supermercats habituals.
"Mercal" té diverses fonts de subministrament, però comença a fer un esforç per abastir-se, quan és possible, dels productes elaborats per cooperatives agrícoles o ramaderes del país (un sector, el cooperatiu, que el govern està potenciant a gran escala).
Una part dels comerciants veneçolans han criticat "Mercal" perquè consideren que la seva actuació és constitutiva de competència deslleial atès que els seus preus inferiors estan subvencionats per l'estat. Alguns sectors opositors al govern veneçolà indiquen que l'establiment de "Mercal" és una mesura populista que fomenta el clientelisme econòmic i polític.

### Zamora
La Missió Zamora
és un dels mitjans utilitzats per dur a terme la reforma agrària a Veneçuela. El seu objectiu és reorganitzar la tinença i l'ús de les terres ocioses per tal d'erradicar el latifundi.
Fins al moment la Zamora ha utilitzat principalment terres ocioses estatals. Les comunitats agrícoles, organitzades en cooperatives obtenen de l'estat una Carta Agrària (una espècie de concessió sobre l'ús de la terra, que continua sent de propietat pública), finançament i crèdits, maquinària agrícola i suport tècnic d'enginyers agrícoles.
Tanmateix, les terres ocioses estatals no són suficients per les necessitats de tota la població rural de Veneçuela i la Llei de Terres preveu la possibilitat d'expropiar les terres sense utilitzar (amb pagament d'una indemnització al propietari).
Fins ara gairebé no s'havia utilitzat aquesta possibilitat legal, a causa de l'oposició dels grans propietaris i dels nombrosos conflictes que ja ha ocasionat l'atorgament de Cartes Agràries sobre terrenys estatals (molts d'aquests terrenys, tot i ser de titularitat estatal, tenien concessions administratives en favor de grans latifundistes. Aquestes concessions van ser revocades pel govern en aquells casos en què les terres no estaven sent cultivades. En nombroses ocasions, grups paramilitars presumptament armats pels latifundistes han assassinat als dirigents camperols o de les cooperatives que havien anat a treballar aquest tipus de terres (més de cent setanta camperols assassinats fins a moment). Tot i que en algunes zones conflictives el govern ha desplegat l'exèrcit o la policia per protegir els camperols, segueixen succeint-se denuncies de les organitzacions camperoles per desprotecció, especialment en aquells municipis governats per l'oposició, però també, en alguns casos, en municipis governats en teoria per partits que donen suport al govern).
Recentment (finals de 2005) el govern veneçolà ha anunciat que es començarà a aplicar amb més rigor la Llei de Terres, també sobre les propietats privades en desús, fet que ha generat una onada de crítiques per part dels propietaris i de l'oposició (que es va manifestar massivament contra aquesta llei el 2002, realitzant fins i tot un intent fracassat de cop d'estat l'11 d'abril d'aquell any).
Altres crítiques a la Missió Zamora destaquen que la terra no s'entrega als camperols, sinó que s'atorga una concessió, fet que denuncien com una pràctica de clientelisme. També s'ha denunciat, especialment en l'àmbit ramader, una baixada de la productivitat, per bé que no hi ha estadístiques serioses que confirmin (ni desmenteixin) aquesta versió.

## Altres Missions

### Piar
La Missió Piar buscar el desenvolupament sostenible de les comunitats mineres veneçolanes.
La mineria a cel obert és un sector important a Veneçuela, especialment a les zones de l'Amazònia. Aquestes explotacions mineres són gestionades per grans empreses transnacionals que subcontracten els treballs a comunitats de miners. Sovint aquestes comunitats actuen amb nomadisme, obrint grans quantitats de zona selvàtica per extreure mineral.
En l'àmbit social aquest fet comporta una baixa qualitat de vida de les comunitats mineres, ja que, en ser nòmades, no tenen ni escoles, ni hospitals, ni habitatges en condiciones. A més, a causa de la climatologia, les malalties són freqüents.
A nivell medi ambiental, atès que les comunitats no disposen de mètodes d'investigació minera, la quantitat de territori afectat és molt elevada, ja que, sovint, es destrueixen àrees on realment no hi ha mineral, i la comunitat es desplaça a un nou territori.
La Piar, en primer lloc, atorga les noves concessions mineres directament a les comunitats de miners (organitzats en cooperatives), i en segon lloc facilita gratuïtament el servei d'investigació minera, amb el que s'optimitzen els recursos, ja que es limita l'impacte ambiental només a la zona on realment hi ha mineral. Així mateix, s'han posat els mitjans per fer complir la legislació de restauració ambiental una vegada ha finalitzat l'explotació (regulació similar a la vigent a Catalunya) que ja estava vigent però que no s'aplicava.
El fet de comptar amb jaciments fiables no només redueix la quantitat de superfície afectada sinó que redueix el nomadisme i permet millorar les condicions de vida de les comunitats mineres.
Tot i que s'ha produït avanços importants i proliferen les cooperatives d'explotació minera i les de restauració ambiental, i s'ha reduït el ritme de destrucció de la selva, hi ha hagut casos en què s'han seguit atorgant concessions als grans empreses transnacionals.

### Guaicaipuro

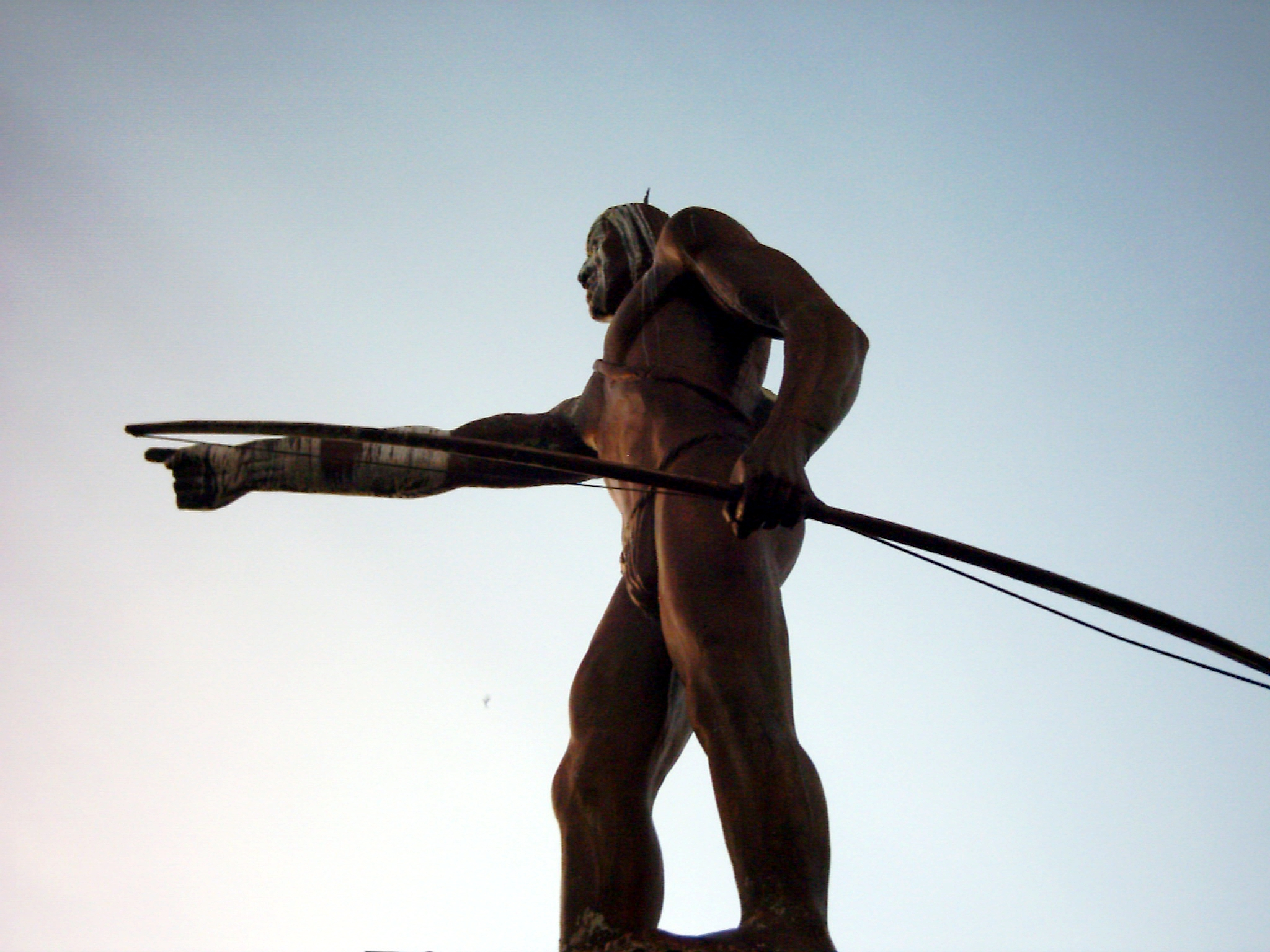
Monument al guerrer Guaicaipur a la ciutat de Los Teques.

Creada el 12 d'octubre de 2003 (a l'Estat Espanyol Dia de la Hispanitat, a Veneçuela Dia de la Resistència Indígena), la Missió Guaicaipuro
té per objectiu fomentar i protegir les cultures, usos, costums, idiomes i religions dels pobles indígenes veneçolans; i preservar el seu hàbitat i els seus drets originaris sobres les seves terres ancestrals.
S'ha centrat principalment en l'ensenyament de les llengües indígenes i en el foment de cooperatives d'artesania. Tanmateix el moviment indígena, tot i valorar el foment de les seves llengües (que ara tenen el reconeixement constitucional) i cultures, segueix denunciant algunes situacions de conflicte amb les seves terres ancestrals.

### Miranda
La Missió Miranda
té per objectiu organitzar i entrenar els militars que conformen la reserva de les Forces Armades Veneçolanes per tal que puguin intervenir organitzadament en situacions de crisi (inundacions, agressions armades provinents de l'exterior, etc.).

### Hábitat
La Missió Hábitat té el difícil objectiu de fer possible el dret constitucional a l'accés a un habitatge digne. És una de les missions més recents, ja que s'ha posat en funcionament durant l'any 2005.
Segons l'Institut Nacional d'Estadística de Veneçuela el país té un dèficit d'habitatges en condicions que s'acosta a la xifra dels dos milions i mig d'habitatges.
La missió preveu diverses possibilitats, des de la construcció directa per part de l'estat, fins a l'atorgament de crèdits a baix interès. També s'ha establert legalment que les entitats bancàries tenen l'obligació de destinar un part dels seus actius a finançar crèdits hipotecaris a baix interès.

### Cultura
La Missió Cultura, posada en funcionament a finals de 2004 busca garantir la llibertat de creació cultural, facilitant els mitjans tècnics i legals necessaris per a preservar la cultura popular i comunitària, i la memòria històrica. Permet la utilització de diversos equipaments col·lectius (per exemple estudis de gravació, sales de reunió, sales d'ordinadors...) i ofereix assessorament tècnic i legal.

### Negra Hipólita
La Missió Negra Hipólita
es va posar en funcionament el 14 de gener de 2006. L'objectiu d'aquest nou programa social és atendre al nens del carrer (nens sense llar) i als adults indigents en situació d'abandó.

### Ciencia
Posada en funcionament el febrer de 2006. El seu objectiu és impulsar, fomentar i democratitzar l'activitat científica, prioritzant les necessitats reals de població i deixant en segon terme els projectes elitistes.

### Madres del Barrio
La Missió Mares del Barri té per objectiu donar suport a les mestresses de casa que es trobin en estat de necessitat, per tal que aconsegueixin, amb les seves famílies, superar la situació de pobresa extrema mitjançant la participació com a treballadores de programes socials i missions.

### Árbol

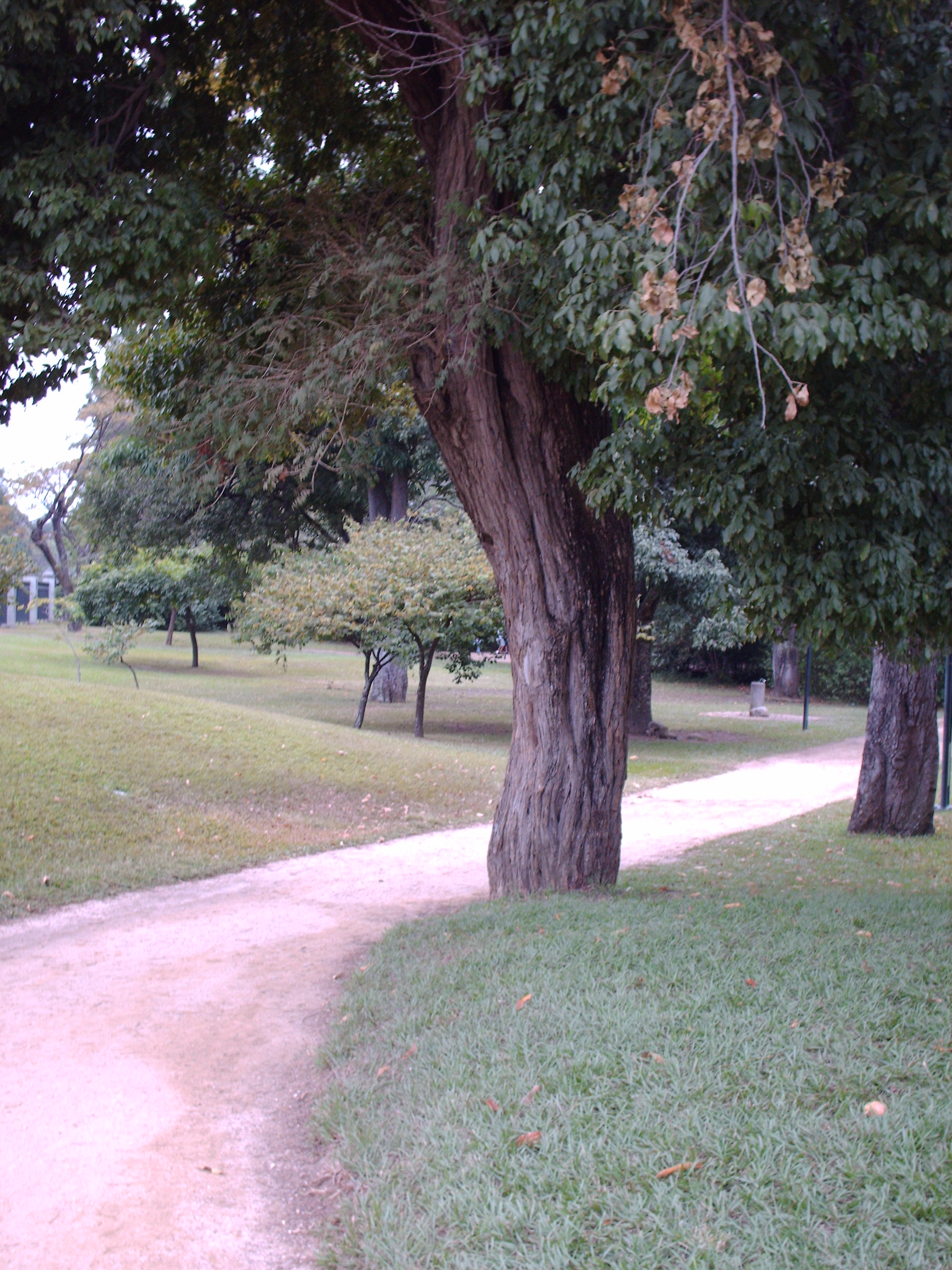
Arbre en un parc de València (Veneçuela)

La Missió Arbre té com a principals objectius l'ús sostenible dels boscos, la restauració del paisatge i l'increment de la superfície boscosa, la conservació de la biodiversitat, garantir la producció d'aigua, promoure els sistemes agroforestals i fomentar els valors ètics ambientals.
La missió busca organitzar les comunitats en comitès conservacionistes i en cooperatives que desenvolupin la tasca en quatre fases: la recollida de llavors i espècies vegetals i forestals pròpies de cada localitat, la construcció de vivers comunitaris i escolars, les plantacions i reforestacions amb finalitats protectores i agroforestals i, finalment, desenvolupar el sentiment de pertinença de cada comunitat amb el seu entorn natural més immediat.